# Aphelininae
Die Aphelininae bilden eine Unterfamilie der Erzwespenfamilie Aphelinidae.

## Merkmale
Innerhalb der Aphelinidae zeichnen sich die Vertreter der Unterfamilie durch 6 Fühlerglieder aus, darunter 3 Funikularglieder und ein Keulenglied. Weiterhin weisen die Vorderflügel gewöhnlich eine linea calva auf. Die 5-gliedrigen Tarsen weisen einen abstehenden, gebogenen und bifiden Sporn auf.

## Verbreitung
Die Unterfamilie ist kosmopolitisch verbreitet.

## Lebensweise
Die Erzwespen-Unterfamilie besitzt ein breites Wirtsspektrum. Viele Vertreter sind Parasitoide von Blattläusen und Schildläusen.

## Innere Systematik
Die Aphelininae werden in drei Tribus gegliedert.
Aphelinini
- Aphelinus Dalman, 1820 – 97 Arten
- Protaphelinus Mackauer, 1972 – 1 Art (P. nikolskajae)

Aphytini
- Aphytis Howard, 1900 – 99 Arten
- Botryoideclava Subba Rao, 1980 – 2 Arten
- Centrodora Foerster, 1878 – 63 Arten
- Glaesaphytis Burks & Heraty, 2015 – 1 Art (G. interregni)
- Hirtaphelinus Hayat, 1983 – 1 Art (H. smetanai)
- Marietta Motschulsky, 1863 – 21 Arten
- Marlattiella Howard, 1907 – 2 Arten
- Neophytis Kim & Heraty, 2012 – 4 Arten
- Paraphytis Compere, 1925 – 27 Arten
- Proaphelinoides Girault, 1917 – 7 Arten
- Punkaphytis Kim & Heraty, 2012 – 2 Arten
- Wallaceaphytis Polaszek & Fusu, 2013 – 1 Art (W. kikiae)[5]

Eutrichosomellini
- Eutrichosomella Girault, 1915 – 11 Arten
- Mashimaro Kim & Heraty, 2012 – 2 Arten
- Saengella Kim & Heraty, 2012 – 1 Art (S. gloria)
- Samariola Hayat, 1983 – 1 Art (S. camerounensis)
- Umairia Hayat, 2014 – 3 Arten
- Zubairia Hayat, 2014 – 1 Art (Z. mirifica)